# Diana Benneweis
Diana Benneweis (født 12. juni 1947 i Langeskov) var cirkusdirektør i Cirkus Benneweis fra 1993 til 2015. I 2015 stoppede hun som direktør og overdrog ledelsen til sine børn, Dawid og Nadia Benneweis.
Hendes biologiske forældre var domptør Manfred Benneweis (1929-1987) og Ilse Birgit Ankersen (1930-), men blev adopteret pga. forældrenes unge alder af Irene Benneweis. Men det var hendes plejefar cirkusdirektør Eli Benneweis og hans kone Eva, der tog sig af Diana, og kom til at fungere som hendes forældre.